# Diamang
A Companhia de Diamantes de Angola (DIAMANG), foi uma empresa de capitais mistos dedicada à prospecção de diamantes em Angola, tendo operado de 1917 até 1988. Anteriormente, em 1977, boa parte de seu capital já havia sido nacionalizado, na sequência da independência da República Popular de Angola, com as frações restantes sendo adquiridas em 1988 para formar a Endiama.
A sede era em Lisboa, mas possuía escritórios no Dundo, em Bruxelas, em Londres e em Nova Iorque.
Foi um dos cinco maiores produtores de diamantes do mundo.

## História
A exploração sistemática e industrial de diamantes em Angola começou em 1917 com o surgimento, a 16 em Outubro deste ano, da  uma empresa de capitais mistos de grupos financeiros de vários países:
- Portugal: firma Henry Burnay & Ca., depois Banco Burnay e do Banco Nacional Ultramarino;
- Bélgica: Société Générale de Belgique e da Mutualité Coloniale;
- França: Banque de l’Union Parisienne;
- Estados Unidos: grupo Ryan‐Guggenheim.

A Diamang foi criada em sucessão à PEMA – Pesquisas Mineiras de Angola, uma empresa de prospecção constituída em 1912, cujo propósito consistia na delimitação de jazidas diamantíferas no Nordeste de Angola, na bacia do Cassai.
Em 1929 o seu conselho de administração faziam parte:
- Banco Nacional Ultramarino;
- Ernesto de Vilhena como Administrador-Delegado;
- Banco Burnay;
- representantes da Société Génerale de Belgique;
- um representante da empresa mineira belga, Forminière;
- o Presidente do Sindicato de Diamantes de Londres;
- um representante da Anglo American Corp.;
- um representante da Banque de L’Union Parisienne;
- outras individualidades em destaque na alta finança portuguesa e estrangeira.

### Nacionalização
Em 1979, as autoridades angolanas passaram a ter o controlo total da produção de diamantes no país e criaram, em 1981, a Empresa Nacional de Diamantes (Endiama). As frações finais da Diamang só foram vendidas à Endiama em 1988.

## Área de exploração
A Diamang ocupou uma área significativa de cerca de 52.000 Km2 que quase cobria as actuais províncias das Lundas Norte e Sul.
Confinava a oeste e sul com o restante território de Angola, a sudeste com a Zâmbia (Rodésia do Norte) e a norte e nordeste com a República Democrática do Congo (o então Congo Belga e depois Zaire).
A Diamang fundou uma povoação, Dundo, a cerca de doze quilómetros da República Democrática do Congo. Este aglomerado constituiu o seu centro administrativo na Lunda.
Em 1953 o sociólogo brasileiro Gilberto Freyre visitou os territórios concessionados à Companhia de Diamantes de Angola, a convite do governo português, e constatou que se tratavam de explorações capitalistas e intensivas de mão-de-obra africana, existindo racismo. Os defensores da Diamang não o negaram.